# 国際連合リベリア監視団
国際連合リベリア監視団（こくさいれんごうリベリアかんしだん United Nations Observer Mission in Liberia,UNOMIL）は、リベリアに展開した国際連合平和維持活動。第一次リベリア内戦（リベリア内戦）の和平合意を受けて、1993年9月22日の国連安保理決議866号を基に設立された。西アフリカ諸国経済共同体(ECOWAS)派遣の多国籍軍・西アフリカ諸国経済共同体平和維持軍(ECOMOG)と協力し、停戦の監視および選挙の実施にあたった。

## 概要
1989年に勃発した第一次リベリア内戦は、激化の途をたどり、国際社会の憂慮するところとなった。1990年には西アフリカ諸国による平和維持軍(ECOMOG)が派遣されたが、停戦には至らなかった。三派の武装勢力による紛争が続いたが、1993年になると、経済制裁や国際的な仲介が功を奏し、7月にベナンのコトヌーにおいて和平合意が結ばれた。この和平合意を受けて9月22日に国連安保理決議866号が出され、国際連合リベリア監視団(UNOMIL)が設立された。
UNOMILの任務は、ECOMOGと協力し、停戦状況の監視、武器密輸および武装解除状況の監視、選挙活動の検証、人道援助活動の支援、復員の支援、地雷除去支援、人権状況の監視などであった。必要に応じて、ECOMOGは強制力を発揮したが、UNOMILはそれとは別個のものとして、非強制的平和維持活動にあたった。UNOMILの当初の規模は、軍事要員303名、軍医20名、工兵45名、その他文民284名。
和平合意されたものの、停戦には至らず、武力衝突がその後も継続した。選挙実施が合意されていたものの、それは延期された。1996年4月にも停戦が再合意されたが効力を持たず、5月に入りECOMOGが強制的に首都の治安を回復させた。その後、ECOMOG/UNOMILによる平和維持活動が続き、民兵の武装解除が行なわれた。国際的な監視の下、選挙が実施されたのは1997年7月のことであった。この選挙の結果を受けて、チャールズ・テーラーが大統領に選出された。これにより、UNOMILは任務を完了したとして、9月に解散した。その後、1997年12月に国際連合リベリア平和構築支援事務所)(United Nations Peace-building Office in Liberia,UNOL)が設置され、和平構築支援を行なうこととなった。